# Rhopalomeces incisus
Rhopalomeces incisus là một loài bọ cánh cứng trong họ Cerambycidae.